# Symmachia almeidai
Espèce
Symmachia almeidai est une espèce d'insectes lépidoptères de la famille  des Riodinidae et au genre Symmachia.

## Taxonomie
Symmachia almeidai a été décrit par Jose Francisco Zikán (d) en 1946 sous le nom de Phaenochitonia almeidai.
Synonyme : Stichelia almeidai ; Hall & Willmott, 1996.

## Description
Symmachia almeidai est un petit papillon à bord costal bossu, apex des ailes antérieures et angle anal des ailes postérieures anguleux. Le dessus des ailes antérieures est noir barré de rouge ce qui sépare l'apex noir du reste de l'aile, les ailes postérieures sont noires.
Le revers est noir à reflets dorés avec la même barre rouge orangé aux ailes antérieures.

## Écologie et distribution
Symmachia almeidai est présent au Brésil.

### Protection
Pas de statut de protection particulier.